# 查禾嬅
查禾嬅（Fatim Jawara；又譯雅瓦拉-法丹，1997年3月13日—2016年10月27日），西非岡比亞曼德人，是岡比亞頂級女子足球隊紅蠍隊的守門員。2012年國際足協女子U-17世界盃，當時15歲的查禾嬅擔任國家隊的後備守門員。她曾在與蘇格蘭的格拉斯哥女子隊對賽時，為國家隊勇救一球十二碼點球。
2016年9月，查禾嬅離開位於首都班珠爾市之西南方13 km的家鄉萨拉昆达，橫越撒哈拉沙漠到達利比亞。抵達利比亚之後，她曾在米苏拉塔的难民营度过几个星期。10月27日，在一次從北非利比亞海岸偷渡到意大利的活動中，因為天氣惡劣，有兩艘難民船翻船遇難，二百多人死亡。是次船難只有二人生還，而生還者指控蛇頭在惡劣天氣下槍殺了一名偷渡者，強迫所有偷渡者上船。結果船隻在地中海蘭佩杜薩島對出海岸翻沉，查禾嬅遇溺身亡，終年19歲。

## 參看
- 歐洲移民危機